# Nikola Šainović
Nikola Šainović (cirílico: Никола Шаиновић), nascido em 7 de dezembro de 1948 em Bor, Sérvia, Iugoslávia) é um antigo primeiro ministro da Sérvia de origem montenegrina. Ele é membro do Partido Socialista da Sérvia.
O presidente da República Federal da Iugoslávia e do Partido Socialista da Sérvia, Slobodan Milošević, encarregou Šainović para representá-lo em 1998 nos assuntos do Kosovo, onde as tensões étnicas internas se transformaram em conflitos inter-estatais de grande escala. Nikola presidiu à "Comissão de Cooperação com a Missão de Verificação da Organização para a Segurança e Cooperação na Europa" no Kosovo a partir de Outubro de 1998. Ele assinou o "Acordo de Clark-Naumman", que determinou a remoção parcial das forças iugoslavas e sérvias de Kosovo e a limitação da introdução de forças e equipamentos adicionais, bem como a implantação de verificadores desarmados da OSCE. Ele também foi membro da delegação iugoslava e sérvia sob o presidente sérvio Milan Milutinović nas negociações de paz fracassadas em Rambouillet com os líderes albaneses do Kosovo a partir de 7 de fevereiro a meados de Março de 1999.
Foi indiciado pelo TPII em maio de 1999 por ser responsável, juntamente com Slobodan Milošević, Milan Milutinović, Dragoljub Ojdanić e Vlajko Stojiljković em uma empresa criminosa conjunta que propagou o terror e a violência sobre a população de etnia albanesa em Kosovo, no período de 1 de janeiro de 1999 a 20 de junho de 1999. Após a Assembleia Federal Iugoslava aprovar a lei que permite a extradição de seus cidadãos ao Tribunal de Haia, seus advogados tiveram contato com as autoridades para discutir as possibilidades de sua rendição. Nikola Šainović se rendeu e foi transferido para o TPII em 2 de maio de 2003. Seu julgamento começou em 10 de julho de 2006. Em 26 de fevereiro de 2009, o TPII condenou Šainović a 22 anos de prisão, por crimes contra a humanidade e crimes de guerra, incluindo deportações e transferências forçadas, assassinatos e outras perseguições durante a Guerra do Kosovo. 